# Гибалюк, Николай Николаевич
Николай Николаевич Гибалюк (укр. Микола Миколайович Гібалюк; род. 21 мая 1984, Каменец-Подольский, Хмельницкая область) — украинский футболист, защитник. После завершения карьеры игрока стал футбольным тренером — многолетний помощник Сергея Шищенка.

## Игровая карьера
В футбол начинал играть в Каменце-Подольском в любительской команде «Динамо-Орбита». Затем выступал за киевскую «Оболонь». После завершения контракта с «пивоварами», был приглашён в донецкий «Металлург», где заиграть не смог, проводя матчи лишь за вторую команду во второй лиге. Через год был отдан в аренду армянскому «Бананцу». После возвращения на Украину, перешёл в мариупольский «Ильичёвец». За 4 года в мариупольской команде сыграл 37 матчей за первую команду, 3 за вторую во второй лиге и 47 в турнире дублёров. С 2007 по 2009 года играл в командах «Зимбру», «Волынь», «Дачия» и «Габала». Во время зимнего перерыва в сезоне 2009/10 был приглашён в «Закарпатье», но помочь команде в текущем сезоне не смог, так как на тот момент по ходу сезона был заигран уже за два других клуба. В Ужгороде за три года провёл 58 матчей. Становился победителем турнира команд первой лиги (2011/12). Завершил карьеру в 2013 году в «Николаеве».

## Карьера в сборной
Будучи игроком «Оболони», в 2001—2002 гг. привлекался к матчам сборной Украины (юноши 1984 г.р., тренер — Анатолий Крощенко) в отборочном цикле юношеского Евро-2001 и Евро-2003, на Мемориалах Гранаткина (2001, 2002 — бронзовый призёр) и Вацлава Ежика, Torneo C.O.T.I.F. Alcudia, товарищеским со сборными Шотландии, Бельгии и Израиля.

## Достижения
- Серебряный призёр чемпионата Армении: 2003
- Финалист Кубка Армении: 2003
- Серебряный призёр чемпионата Молдавии (2): 2007, 2009
- Обладатель Кубка Молдавии: 2007
- Финалист Кубка Молдавии: 2009
- Победитель Первой лиги Украины: 2011/12